# Mathias Tholin
Mathias Erik Tholin, född 26 maj 1987, är en svensk tidigare handbollsspelare (vänstersexa), som tillbringade hela sin spelarkarriär i Eskilstuna Guif. Han debuterade i A-laget i september 2006 och spelade sin sista match för laget våren 2019.
Mellan 2006 och 2019 gjorde Mathias Tholin totalt 1 848 mål fördelat på Elitserien/Handbollsligan (1 407), SM-slutspel (254), Europacuper (180) och kvalspel (7). Med det är han den som gjort näst flest mål genom tiderna för Guif i tävlingssammanhang, efter Erik Hajas som gjorde blott 54 mål mer, 1 902 stycken, under nio säsonger för Guif.

## Klubbar
- IF Guif / Eskilstuna Guif (2006–2019, moderklubb)